# James A. Hemenway

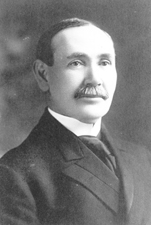
James A. Hemenway

James Alexander Hemenway (* 8. März 1860 in Boonville, Warrick County, Indiana; † 10. Februar 1923 in Miami, Florida) war ein US-amerikanischer Politiker (Republikanische Partei), der den Bundesstaat Indiana in beiden Kammern des Kongresses vertrat.
James Hemenway begann nach dem Schulbesuch ein Studium der Rechtswissenschaften. Er wurde in die Anwaltskammer aufgenommen und begann 1885 in seinem Heimatort Boonville zu praktizieren. Von 1886 bis 1890 fungierte er als Staatsanwalt für den 2. Gerichtsbezirk von Indiana. Seine politische Karriere begann mit der Wahl ins Repräsentantenhaus der Vereinigten Staaten, dem er vom 4. März 1895 bis zum 3. März 1905 angehörte. Während dieser Zeit war er unter anderem Vorsitzender des Bewilligungsausschusses.
Hemenway war für eine weitere Legislaturperiode bestätigt worden, hatte aber auch als US-Senator kandidiert und die Wahl für sich entschieden. So legte er sein Mandat nieder und zog am 4. März 1905 als Nachfolger des zum US-Vizepräsidenten gewählten Charles W. Fairbanks in den Senat ein. Beim Versuch der Wiederwahl unterlag er dem Demokraten Benjamin F. Shively, sodass er am 3. März 1909 aus dem Kongress ausscheiden musste. Während dieser vier Jahre hatte er unter anderem den Vorsitz im Committee to Establish a University of the United States inne. Danach arbeitete er wieder als Anwalt in Boonville.